# Список послів Саудівської Аравії в Ємені
Посол Саудівської Аравії в Адені є офіційним представником уряду Ер-Ріяд в Ємені.

## Список представників
| Дипломатична акредитація | Посол                            | Наглядач | Король Саудівської Аравії       | Голова уряду Ємену        | Кінець терміну  |
| ------------------------ | -------------------------------- | --- | ------------------------------- | ------------------------- | --------------- |
| 1958                     | Шейх Мухаммед Убайкан            | Сана, Ємен: Шейх Убайкан. | Сауд ібн Абдель Азіз Аль Сауд   | Хасан ібн Яхья            | 1961            |
| 1976                     | Шейх Мусайд бен Ахмед аль-Сударі | Мусайд аль-Сударі | Фейсал ібн Абдель Азіз Аль Сауд | Каді Абдалла аль-Агрі     |                 |
| 1984                     | Махмуд Бахраві                   | [ 3 ] | Фахд ібн Абдель Азіз Аль Сауд   | Абдул Азіз Абдул Ґані     |                 |
| 1996                     | Алі бін Мухаммед аль-Куфаіді     | - 1 квітня 1992, посол Саудівської Аравії в Ємені 'Алі бін Мухаммед аль-Куфаіді, знаходився в заручниках армії Ємену 18 годин. Інцидент закінчився мирним шляхом, і саудівці подякували єменцям за їх зусилля | Фахд ібн Абдель Азіз Аль Сауд   | Гейдар Абу Бакр аль-Аттас |                 |
| 1 січня 1995             | Алі Аль-Гуфейді                  | [ 5 ] | Фахд ібн Абдель Азіз Аль Сауд   | Абдул Азіз Абдул Ґані     |                 |
| 1 січня 2002             | Мухаммед аль-Кахтані             | Мухаммед аль-Кахтані | Фахд ібн Абдель Азіз Аль Сауд   | Абдул Кадир Баджамал      |                 |
| 26 квітня 2006           | Алі бен Мухаммед аль-Хамдан      | Мухамед Аль-Хамдан - З 2010 по 2011 рр. Абдалла Мухамед Аль-Хамдан був третім секретарем у Лондоні | Фахд ібн Абдель Азіз Аль Сауд   | Абдул Кадир Баджамал      | 22 березня 2007 |
| 1 вересня 2014           | Мухаммед аль-Джабер              | Джабер, який був призначений послом у 2014 році. Був призначений за десять днів до повстання Хуситів в вересні 2014.                                                                                          | Фахд ібн Абдель Азіз Аль Сауд   | Мухаммед Басіндва         | 14 лютого 2015  |
| 26 лютого 2015           | Мухаммед аль-Джабер              | Саудівське посольство переїхало з Сана до Аден. | Салман ібн Абдул-Азіз Аль Сауд  | Халед Баха                |                 |

## Список представників Саудівської Аравії в Арабській Республіці Ємен
| Дипломатична акредитація | Посол                   | Наглядач | Король Саудівської Аравії      | Голова уряду Ємену  | Кінець терміну |
| ------------------------ | ----------------------- | -------- | ------------------------------ | ------------------- | -------------- |
| 1978                     | Шейх Мухаммед Алакі     |          | Халід ібн Абдель Азіз Аль Сауд | Мухаммед Алі Хайтам |                |
| 1984                     | Мувафек А. Аль-Деліджан |          | Фахд ібн Абдель Азіз Аль Сауд  | Мухаммед Алі Хайтам |                |

12°48′35″ пн. ш. 45°01′56″ сх. д. / 12.809621° пн. ш. 45.032222° сх. д.